# 수원금곡초등학교
수원금곡초등학교는 대한민국 경기도 수원시 권선구에 있는 공립 초등학교이다.

## 학교 연혁
- 2002. 01. 14수원 금곡초등학교 설립 인가
- 2003. 03. 01 초대 정명덕 교장 취임
- 2003. 06. 24 급식소 준공 개소식
- 2003. 03. 05 수원금곡초등학교 개교(9학급 편성)
- 2003. 12. 17 병설유치원 설립 인가
- 2004. 03. 01 20학급 편성
- 2004. 03. 10 병설 유치원 개원(1학급)
- 2004. 09. 01 제2대 김완경 교장 취임
- 2004. 11. 25 도서관 설치 개관
- 2005. 03. 01 19학급 편성

## 참고 자료
- 수원금곡초등학교 - 한국교육학술정보원 학교알리미